# 里約格朗德航空254號班機空難
里約格朗德航空254号班机（葡萄牙語：Voo Varig 254）空难发生于1989年9月3日，该航班自巴西圣保罗飞往亚马逊河河口旁的城市贝伦，是由里約格朗德航空承运的常规客运航班。事故客机机型为波音737-241，生产序列号21006/398，注册编号PP-VMK。该航班途中有若干经停站。此次事故是在该航班最后一程，从马拉巴飞往最后目的地贝伦的途中发生的。机组人员向机载仪器输入了错误的航向数据，导致飞机起飞后向西而非东北方向飞行，飞行一段时间后，飞机进入了偏远地区——亚马逊雨林上空。机组曾经尝试寻找正确的方向前往目的地机场或寻找替代机场，但是均以失败告终。在此过程中，飞机燃油渐渐耗尽。最后机组成员尝试将飞机以机腹着陆的方式迫降于里約热内卢西北约1,690公里（1,050英里）处的丛林中時因撞上樹枝而墜毁。机上共有54人（48名乘客和6名机组人员），事故造成13名乘客死亡（7人当场死亡，5人在等待救援时丧生，1人送医后不治），还有许多乘客受重伤，事故中机长无恙。幸存者在事故发生两天后才被救出。

## 事故经过和原因

### 事故之前
这是一趟从圣保罗到贝伦的常规客运航班，中间有若干停站。整个航程大约需要8小时20分钟。9:43，254次航班离开圣保罗/瓜鲁柳斯-安德烈·弗朗哥·蒙托罗州长国际机场。机组成员包括32岁的机长塞萨尔·加尔塞斯，29岁的副驾驶尼尔森·西勒（葡萄牙語：Nilson de Souza Zille）和4名空乘人员。航班顺利地经过预定的地点，当日17:20，在马拉巴机场，乘客登机同时，机组做着飞往最后目的地的准备。

### 事故过程

#### 输入错误的航向
起飞前，当副驾驶进行外部检查时，机长根据飞行计划设置了飞往贝伦的磁航向。飞行计划中写着0270，机长将其理解为270度，而实际的意思是027.0度。飞行计划中标明的航向由3位调整为4位是由于航空公司引进了一些新飞机，一些新飞机的仪表要求精确到小数点后一位（只有装有惯性导航系统的飞机才需要），因此航空公司进行了这项调整使整个机队使用的飞行计划标准化。尽管航空公司在训练课程中已经将这项调整进行了告知，但是这份飞行计划中写的0270还是被机长理解成了270度。进行这项调整时机长因正在休假，因此并不知情。飞行计划中并没有明确指出小数点的位置，机长因此将左侧的水平位置指示器（英語：Horizontal Situation Indicator）设置为航向270。这个航向是朝向正西的，与预定航向明显不符。这是事故的主要原因。这架波音737并没有配备惯性导航系统（英語：Inertial Navigation System，INS），只有无线电测向仪（英語：Automatic Direction Finders, ADF）和甚高频全向信标（英語：VHF Omni-directional Range，VOR）。
设定水平位置指示器（HSI）后，机长又将去往贝伦的距离输入了飞机性能管理系统（英語：Aircraft Performance Management System，PMS）（距离为187海里 或 346公里 或 215英里）。飞行计划指示的高度为29,000英尺（8,800米，FL290），飞行时间48分钟。副驾驶落座后，他本应根据飞行计划调整他面前的HSI，但是他直接参照了机长一侧的来进行了设置。17:45飞机起飞后，自动驾驶引导飞机向飞机左舷方向曲线偏航158°而非按照飞行计划本应的向右弦方向偏航41°。

#### 准备下降 发现异常
当机长认为他们已经接近目的地时，他开始尝试使用甚高频无线电（英語：VHF Radio）联系贝伦塔台。但是与塔台联系失败了，他们也没有收到来自贝伦机场的VOR信标信号。这些现象应当让机组和塔台意识到飞机很可能没有在贝伦附近，塔台管制员也因为同时关注当时正在转播的对巴西至关重要的1990年国际足联世界杯预选赛而分心，没有充分地意识到问题，因而没有向机组发出警告。联系失败后，机组转而以另一架正在飞行的里約格朗德航空班机——RG266作为中继联系贝伦塔台。后来机组通过高频无线电（英語：HF Radio）与塔台取得了联系。与塔台建立通信后，机组请求下降，随后获得许可。即将开始下降时，机长发现了一些异常——他无法看到贝伦地区的任何标志性地理特征（例如马拉若岛、亚马逊河河口），他甚至询问塔台管制员贝伦市是否停电。1989年的当时，贝伦机场还没有雷达，因此管制员告知254次航班，他们是这片空域的唯一一架飞机，并给予了降落许可。

#### 危机处理
事后调查发现，连一些乘客都感觉到了方向错误：至少有3名乘客曾向空乘人员反映飞机飞错了方向（起飛時正好是傍晚，太陽應在飛機左側，然而飛機卻是朝太陽飛去），但是空乘以为机长会更加了解情况，因此就没有提醒机长。
机载飞机性能管理系统（PMS）显示目的地距离为负数后，机长决定进行一个180度的转弯然后目视寻找贝伦。与此同时，他将飞行高度下降到4,000英尺（1,200米）并减速至200节 （370 公里/小时；230 英里/小时）。由于不愿意承认自己犯错，机长没有选择通过高频无线电（英語：HF Radio）对外寻求帮助，而是将机载无线电测向仪（英語：Automatic Direction Finders，ADF）的频率对准了地方商业电台信号，希望借此将飞机带回正确航线。实际上，对外寻求帮助是一种更好的处理方式，但他们没有这样做。依靠商业电台信号找机场的方式并不可靠，因为信号可能来源于若干个地方。即便目标电台只有一个发射源，也需要通过呼号来确认这是哪一家电台。依靠信号引导，机组调整了航向。实际上，机组选定为自己导航的那个商业电台信号并非来自贝伦。随后，机组看到了一个目视参照物——一条河。机长认为那是亚马逊河，因此相信他们已经找到了贝伦。这条河实际上是欣古河，这条河总体呈南北走向，而亚马逊河则是东西走向。事后调查认为，机长认为那就是亚马逊河，是受到了确认偏误——一种常见的心理现象的影响。这种现象使个人选择性地回忆、搜集有利细节，忽略不利或矛盾的资讯，来支持自己已有的想法，导致片面诠释。
乘客的情绪开始变得紧张。副驾驶发现他们最初犯下的错误后，机组决定检查航图，与圣塔伦机场联络，这是机组认为与他们距离最近的机场。此时，他们做了一个近乎180度的转弯，对准了磁航向350。经过一些计算之后，机长意识到他们没有抵达圣塔伦所需的足够燃料，于是他重新将飞机航向转向南，沿着他之前找到的河。最后他决定再次联系马拉巴机场以确定位置。然而机长在慌乱中将仪表调整到了戈亚尼亚市聖塔吉諾維瓦機場的定位器的无线电频率，并且没能注意到他接收的定位器的摩尔斯识别码与马拉巴机场的无线电信标的识别码不一致。聖塔吉諾維瓦機場的定位器的频率与马拉巴机场的相同，该机场位于马拉巴南约675海里（1,250公里；777英里）。
20:05，贝伦管制中心再次联系254次航班要求告知情况。机长回复说他在以磁航向170飞往马拉巴（但是实际上是向聖塔吉諾維瓦機場）并正在接收来自卡拉哈斯機場的无线电信标信号来定位（但是实际上是巴拉-杜加萨斯机场的无线电信标）。贝伦中心提醒机长卡拉哈斯機場的定位器已经于19:30关闭了使机长更加困惑。随后，为了让254次航班更快地找到方向，贝伦中心决定照亮卡拉哈斯機場的跑道。意识到飞机燃料已不足以让他们抵达贝伦后，机长决定前往卡拉哈斯機場。如果机长之前没有錯把聖塔吉諾維瓦当作马拉巴，这本来是一个正确的决定。另一个不幸的事情是，飞机在大约20:30经过了卡欣布山空军基地，当时的位置距此基地仅100海里（190公里；120英里），这是一个很大的机场，这架飞机本来可以成功抵达那里。

#### 迫降及迫降前准备
此后，飞机难以避免地要在马托格罗索州北部的雨林进行迫降了，而当时并没有关于应对这种紧急情况的成文程序。机组决定维持8,000英尺（2,400米）高度直到燃油耗尽以避免迫降时发生爆炸。而且有引擎动力还可以使他们有液压动力来控制飞机（像副翼、襟翼这样的操纵面都是液压驱动的）。他们决定使飞机以略高于失速的速度（大约150节，280 公里/小时，170 英里/小时）飞行。下降过程中，他们看到了穿过丛林的、非常小的、星星点点的灯光，灯光来自有发电机的农场的房子。20:40，机长告知贝伦中心他们将要在雨林进行迫降，当飞机还剩约15分钟的燃油时，机长将情况告知了乘客。20:45分，当飞机还剩大约100千克（220磅）燃油时，左侧引擎停转；右侧引擎又工作了2分钟之后也停转了。
即便停转，引擎仍然能由穿过引擎的气流带着转动，这能给飞机一些基本的、不可靠的能量来进行液压控制，聊胜于无。机长控制飞机放下襟翼，但是由于液压系统失效，襟翼仅放到位置2（约10度）。由于电池停止工作，飞机失去电力供应，驾驶舱中仅有人工地平仪、高度指示器、空速指示器、垂直速度指示器四个仪器在工作。机组人员唯一能看见的是来自远方地平线处穿越森林的微弱灯光。之后，飞机接触树冠开始撞地，约在地表之上50米（160英尺）。
飞机撞地过程造成的减速使没有系好安全带的乘客被抛到了飞机前面，同时一些座椅也与地板分离开冲到飞机前部。飞机下落穿过树枝的过程中，两棵粗壮的大树撕裂了飞机的两翼并导致了机身严重扭转。这使更多的座椅从地板上脱离，同时也导致了乘客头顶的机舱顶塌落。最后飞机向右俯冲并撞落在地面上并解体。

### 坠毁后
最初政府划定的搜索范围是贝伦附近，事实上坠毁地点根本没有在这个范围内而且与搜索区域距离相当远。有关部门也在排查卫星数据——飞机配有应急定位发射器（英語：Emergency Locator Transmitter，ELT），这种发射器会在飞机坠毁后启动发射信号，帮助搜救人员定位。但是飞机的应急定位发射器与其他设施的应急信标使用的频率相同，因此找到飞机的位置并不容易。在事故地点，过去一天之后，由于怀疑应急发射器没有启动，机长决定将发射器泡在水里。但因为缺水，机长只能向发射器撒尿将之泡在里面，以期发射器启动。
事故两天后，由于觉得难以等到救援人员，4名幸存者决定尝试走出去寻求援助。大约在丛林徒步了两到三小时后，阿方索·萨拉维亚（葡萄牙語：Alfonso Saraiva）率领的小组发现了位于圣若泽-杜辛古的库拉纳雷（葡萄牙語：Curunaré）农场的房子。但是该农场没有无线电设备，于是他们在周二的12:30被车送往了另一个农场——塞劳·达普拉塔（葡萄牙語：Serrão da Prata）。在无线电操作员若昂·卡帕内马（葡萄牙語：João Capanema）的帮助下，他们于当日16:27联系上了弗朗卡机场（弗朗卡是位于圣保罗以北400千米的一个市镇）。当天16:27，巴西空军一架EMB-110涡轮螺旋桨飞机飞到坠机地点上空并丢下了食物包。到周三的12:00，所有幸存者被巴西空军救出。
41名幸存者被直升机救出并送往50（30英里）外的城镇圣若泽-杜辛古，在那里他们被EMB-110涡轮螺旋桨飞机送往西北185英里外的卡辛波机场 。随后他们被飞机送往巴西利亚附近的巴西利亚基地医院。

## 事故调查和处理

### 事故调查
事故调查认为事故主要责任在于机组人员表现出的失误。调查显示飞机的性能非常好，周期性强制检查也按要求执行了。调查结论认为事故的主要原因是机长误读了飞行计划上的航向数据，副驾驶直接按照机长一侧的仪表设置自己面前的仪表使情况加重。调查报告还指出了事故的其他一些因素：驾驶员没有意识到如果他们接近贝伦机场，他们收到的信号应该更强；贝伦空管也因为同时关注当时正在转播的1990年国际足联世界杯预选赛而分心，没有及时向机组发出警告，塔台本应该早在飞机只能用高频无线电（英語：HF Radio）联系自己的时候就意识到问题，因为这意味着飞机很可能在很远的地方；機師本应接收来自贝伦的广播电台而非与之同频率的其他电台；他们本应检查自己的位置，检查地理标志物，并且不应该向着太阳的方向飞去（飞机出发时是傍晚，太阳在西侧，这正是这架错误设定航向的飞机飞行的方向）；驻贝伦的里約格朗德航空公司支持团队应该在发现飞机晚点之前就采取行动。 雖然也有流言指稱254機員可能一樣用無線電在收聽1990年国际足联世界杯预选赛所以才導致分心，但沒有證據能證實。
事故数月后，航空公司飞行员联盟国际联合会（英語：International Federation of Air Line Pilots' Associations，IFALPA）进行了一项测试，这架飞机上使用的飞行计划被拿给世界主要航空公司的21位飞行员看，结果是其中不少于15名飞行员犯了与里約格朗德航空254号班机机组一样的错误。

### 改进措施
事故之后，里約格朗德航空为旗下飞机安装了欧米伽导航系统；更改了飞行计划中标注航向的方式，明确写出了小数点，并改进了飞行员训练课程。巴西也升级了全国的雷达系统，使侦测范围能够覆盖整个国家，大大降低飞机失踪的可能性。

### 责任人处理
机长和副驾驶两人被控玩忽职守罪，被判处社会服务令。

## 评论
记者伊万·圣安娜（葡萄牙語：Ivan Sant'Anna）说，“他完成了航空史上最艰难的一次迫降……加尔塞斯（葡萄牙語：Cézar Augusto Padula Garcez，机长）可以在漆黑当中成功降落飞机，拯救了54名乘客中的42人，所以被巴西人民视为英雄”；很多人也认为，如果不是机长加尔塞斯技术高超，死伤人数会更多。但“随着事故细节的一步步揭开，机长犯下的严重错误使他从英雄变成了罪人”。
对于这起事故，民航顾问约翰·考克斯（英語：John Cox）认为“两名飞行员没有表现出应有的高度专业，在这一点上，他们不能算及格”，“这起事故令人痛心的就是驾驶员一而再再而三的犯错”。他也指出，“在研究和理解了整个事故过程后，我认为这个机组的一举一动可以作为一个很好的反面教材，来告诉（其他）机组人员日后不要犯相同的错误。”